# Arbetsmiljö
Arbetsmiljö avser förhållandena för arbetstagare på en arbetsplats.

## Arbetsmiljö i Sverige
Från början var en förbättring av den fysiska arbetsmiljön lagstiftningens huvudsyfte, det vill säga att man skulle inte riskera att utsättas för allvarliga skador eller att avlida på grund av dåliga arbetsförhållanden. I och med 1977 års reform av arbetsmiljölagstiftningen i Sverige omfattar det arbetsmiljörättsliga regelverket även arbetstagarnas psykiska hälsa och välmående, så kallad psykosocial arbetsmiljö. Idag handlar arbetsmiljö alltså om allt som påverkar människor på jobbet, inklusive digital arbetsmiljö, den fysiska arbetsmiljön osv. Luft, ljud, kemikalier, maskiner, IT-system, arbetsmängd, arbetsinnehåll, arbetsorganisation, stress och möjlighet till återhämtning i bland annat vilrum. Även de sociala behoven ingår som en del i arbetsmiljön: arbetet ska ge tillfälle till utveckling, ny kunskap och gemenskap med arbetskamrater. Trivseln på arbetet är viktig för medarbetares hälsa och till exempel samarbetsproblem och mobbning kan påverka den psykosociala arbetsmiljön negativt. Den väsentligaste uppgiften för arbetsmiljöarbetet är att skapa arbetsplatser där ingen blir skadad av arbetet. Begreppet arbetsklimat innebär vanligen "upplevd arbetsmiljö". 
Arbetsgivaren har det huvudsakliga ansvaret för arbetsmiljön, men även arbetstagaren har ett ansvar som innebär att han eller hon exempelvis är skyldig att använda föreskriven skyddsutrustning. På en arbetsplats där minst fem arbetstagare regelbundet sysselsätts skall också skyddsombud utses. Skyddsombuden (kan också benämnas arbetsmiljöombud) utses antingen av den lokala arbetstagarorganisationen (fackklubb) som brukar vara bunden av kollektivavtal i förhållande till arbetsgivaren eller, om sådan saknas, av arbetstagarna. Skyddsombudets uppgift är att kontrollera arbetsmiljön och rapportera brister. Skyddsombudet har så kallad stoppningsrätt vilket innebär att i de fall skyddsombudet anser att ett visst arbete innebär omedelbar och allvarlig fara för arbetstagares liv och hälsa och förhållandena inte genast kan förbättras genom kontakt med arbetsgivaren, kan skyddsombudet bestämma att arbetet skall avbrytas i avvaktan på att Arbetsmiljöverket tar ställning i ärendet. Därefter kan arbetsgivaren få vänta på att Arbetsmiljöverket säger sin mening i saken.

### Systematiskt arbetsmiljöarbete
Enligt arbetsmiljölagen skall det på varje arbetsplats bedrivas systematiskt arbetsmiljöarbete och arbetet ska vara en naturlig del av verksamheten. Om eller när arbetsgivaren gör bedömningen att det saknas kompetens eller resurser för systematiskt arbetsmiljöarbete inom den egna verksamheten ska hjälp från sakkunnig anlitas, vanligtvis från professionell företagshälsovård eller andra aktörer med sakkunskap.
Arbetsgivaren har huvudansvaret för arbetsmiljön och för att arbetsmiljöarbetet bedrivs systematiskt. I arbetsmiljölagen anges även att chefer och arbetsledare ska ha kompetens för att klara sina uppgifter i arbetsmiljöarbetet. Chefer och arbetsledare kan fördela (delegera) arbetsuppgifter men arbetsmiljöansvaret är alltid arbetsgivarens. För att medarbetare ska kunna ta ansvar för sin arbetsmiljö har medarbetarna rätt till information och kunskap om sin arbetsmiljö, om vilka risker som finns och hur de kan förebyggas.
Systematiskt arbetsmiljöarbete består av tre delar: att undersöka, genomföra och följa upp. I Arbetsmiljöverkets föreskrift om systematiskt arbetsmiljöarbete beskrivs systematiskt arbetsmiljöarbete så här:
| ”                                  | […] arbetsgivarens arbete med att undersöka, genomföra och följa upp verksamheten på ett sådant sätt att ohälsa och olycksfall i arbetet förebyggs och en tillfredsställande arbetsmiljö uppnås | „ |
| – (AFS 2001:1 §2)Arbetsmiljöverket | |   |

Arbetsgivarens ansvar gäller också för inhyrd personal med undantag av frågor som rör kompetensutveckling och rehabilitering. Alla på arbetsplatsen ska delta i det systematiska arbetsmiljöarbetet, på samma sätt som att alla på en arbetsplats deltar i verksamheten och dess utveckling.
Att arbetsgivare och arbetstagare arbetar tillsammans med arbetsmiljöfrågor brukar benämnas samverkan. Arbetsmiljölagen reglerar hur samverkan mellan arbetsgivare och arbetstagare ska gå till, till exempel genom regler om skyddsombudens verksamhet. Ofta finns även kollektivavtal mellan arbetsgivare och fackförbund som reglerar hur samarbetet ska ske.

#### Riskbedömning
Det första steget i det systematiska arbetsmiljöarbetet är att undersöka arbetsmiljön. En viktig del i undersökningen är att göra riskbedömningar, som kan inkludera en heuristisk utvärdering för att avgöra risker i den digitala arbetsmiljön. En risk definieras vanligtvis som sannolikheten för att ohälsa eller olycksfall ska uppstå i olika arbetsmoment eller på grund av arbetet. Att en risk uppstår beror oftast på mänskliga och tekniska faktorer i kombination med hur saker och ting är organiserade. Till exempel kan förhållanden i organisationen orsaka stress som i förlängningen kan leda till ohälsa. En olycka vid exempelvis en maskin kan bero på att säkerhetsutrustning saknas. Att göra riskbedömningar innebär således att ta ställning till sannolikheten för att risken ska få konsekvenser, det vill säga leda till ohälsa eller olycksfall. Det är både arbetsgivaren och arbetstagarna som tillsammans ska kontrollera risker i arbetsmiljön.
I samband med riskbedömningen görs en prioritering av vilka risker som är viktigast att åtgärda, inklusive de som är relaterade till den digitala arbetsmiljön.. Därefter föreslås åtgärder för att hantera risken. För att kunna göra en uppföljning ska riskbedömningar dokumenteras skriftligt. Riskbedömningar ska göras på alla arbetsplatser och hela tiden hållas uppdaterad.
Arbetsgången vid riskbedömning innebär att först planera, därefter samla information, hitta riskkällor, det vill säga moment eller innehåll i arbetet som kan leda till risker, samt värdera risker och föreslå åtgärder. Som hjälp för att arbeta säkert efter att riskbedömningar gjorts kan man använda checklistor - eller arbetsmiljöenkäter enkla dokument som tar upp vad som regelbundet behöver kontrolleras för att arbetet ska kunna utföras säkert, och som kan visa hur de anställda upplever sin arbetsmiljö.
Andra viktiga delar i det systematiska arbetsmiljöarbetet är att ha tydliga rutiner för hur arbetet ska gå till, till exempel hur maskiner ska underhållas och hur rehabiliteringsarbete ska genomföras. Om företaget har fler än nio medarbetare ska rutinerna dokumenteras. Att följa upp insatser är också centralt, arbetsmiljöarbetet ska följas upp årligen och förbättras utifrån uppföljningen. Lika viktigt är att alltid utreda olyckor och tillbud och anmäla olyckor och ohälsa som beror på arbetet till Försäkringskassan. Handlingsplaner, riskbedömningar och instruktioner för allvarliga risker ska dokumenteras skriftligt av alla företag.

#### Friskfaktorer
En hälsosam arbetsmiljö är en som främjar både fysisk och psykisk välmående för dess anställda. För att uppnå detta är det avgörande att inte bara fokusera på risker, utan också fokusera på friskfaktorer, de positiva elementen och aspekterna på arbetsplatsen som bidrar till att förbättra medarbetarnas hälsa, trivsel och produktivitet.

#### Skyddsrond
Skyddsronder är ett sätt att undersöka arbetsmiljön på en arbetsplats, ta reda på om den behöver bli bättre och upptäcka vilka risker som finns i arbetet, inklusive digital arbetsmiljö.
Skyddsronder är en del av det systematiska arbetsmiljöarbetet och ska genomföras med jämna mellanrum. Vid en skyddsrond går man igenom verksamheten på en arbetsplats, inklusive de digitala processerna och arbetsverktygen. I skyddsronden deltar skyddskommittén eller andra representanter, till exempel arbetsgivarens skyddsansvariga, skyddsombud och berörda arbetstagare.
En skyddsrond kan antingen innebära att man tillsammans sätter sig i ett möte eller att man går runt på arbetsplatsen och tittar. Skyddsronder kan gälla både fysisk och psykosocial arbetsmiljö, som till exempel stress.
Med hjälp av skyddsronder för de digital arbetsmiljö blir det enklare att systematiskt undersöka och förebygga risker som kan uppstå i samband med användningen av digitala verktyg och system. Det ger er möjlighet att identifiera och vidareutveckla styrkor i den digitala arbetsmiljön och säkerställa att den är så effektiv och säker som möjligt.
Skyddsronder ska alltid dokumenteras. I handlingsplanen ska det även stå vad som ska förbättras, när det ska ske och vem som ansvarar för det. Om det finns olika åsikter om huruvida något är farligt eller inte antecknar man även det.

#### Arbetsmiljöpolicy
I det systematiska arbetsmiljöarbetet ingår att alla företag med anställd personal oavsett storlek och verksamhetsområde, ska ha en arbetsmiljöpolicy. Policyn ska visa vilken arbetsmiljö företaget vill uppnå. Att göra en arbetsmiljöpolicy innebär att komma överens om hur arbetsförhållandena ska se ut på sikt. Helst ska arbetsgivare, arbetstagare och skyddsombud diskutera fram policyn gemensamt. Om företaget har tio eller fler arbetstagare ska policyn dokumenteras. För den del av arbetsmiljön som utgörs av trafik skall även en trafiksäkerhetspolicy finnas.
Arbetsmiljöpolicyn kan innehålla allmänna målsättningar som handlar om arbetsmiljön, till exempel att man vill öka trivseln på jobbet och att de anställda ska få mer inflytande över arbetsuppgifterna. Men det är också bra om det finns konkreta mål som kan följas upp. Det kan till exempel vara att en viss bullernivå inte ska överskridas eller att användningen av farliga ämnen ska minskas till en viss nivå. En viktig del av en arbetsmiljöpolicy är att ha målsättningar kopplade till digitaliseringen, och att tänka igenom vad den ska leda till. 
De arbetsmiljöområden som har problem som inte kan åtgärdas direkt ska följas upp och skrivas ned i en handlingsplan. Handlingsplanen kan sedan vara till hjälp när man tar fram en arbetsmiljöpolicy. I små företag kan handlingsplanen fungera som arbetsmiljöpolicy. Rutiner för arbetsmiljöarbetet ska visa när, hur och av vem olika delar av arbetsmiljöarbetet ska genomföras. Arbetsmiljöarbetet ska följas upp årligen, eller vid behov oftare.
I Sverige finns det två sätt att certifiera en organisations arbetsmiljöarbete. Arbetsmiljöverkets föreskrifter Systematiskt arbetsmiljöarbete, AFS 2001:1, och standarden Ledningssystem för arbetsmiljö SIS-OHSAS 18001, en del av OHSAS 18000-serien.

#### Samordningsansvar
Samordningsansvar är ett begrepp i arbetsmiljölagen som tar upp hur ansvaret hanteras när två eller flera arbetsgivare samtidigt har verksamhet på ett gemensamt arbetsställe. Skälet till att samordningsansvaret finns reglerat är att det antas att särskilda arbetsmiljörisker kan uppstå när flera företag finns på samma arbetsplats. Den arbetsgivare som råder över ett fast gemensamt arbetsställe har samordningsansvar.
I samordningsansvaret ingår bland annat att se till att samverkansarbetet organiseras och att göra klart vem som ansvarar för till exempel skyddsanordningar.

#### Arbets- och miljömedicinska kliniker
De flesta som blivit sjuka på grund av arbetsmiljön eller miljön i övrigt vänder sig i första hand till sin vårdcentral eller till företagshälsovården. I vissa fall skickas patienten vidare till en arbets- och miljömedicinsk klinik för vidare utredning. Dessa kliniker finns på sju orter i landet; Göteborg, Linköping, Lund, Stockholm, Umeå, Uppsala och Örebro.

## Risker och riskfaktorer i arbetslivet

### Riskfaktorer
I flera SBU-rapporter med systematiska litteraturöversikter har det påvisats samband mellan exponering för kemiska substanser, joniserande strålning; en arbetssituation med små möjligheter att påverka, i kombination med alltför höga krav; osäkerhet i anställning; helkroppsvibrationer; lyft med framåtböjd rygg; knästående eller stående arbete osv. och sjukdomar som hjärt-kärlsjukdom, ryggproblem, depression, utmattningssyndrom, artros, och sömnstörningar.. Digitalisering och användningen av AI i arbetslivet är också en riskfaktor för arbetsmiljön, och det är ett område där mer kunskap behövs.

### Riskbranscher
Risken för dåliga och farliga arbetsmiljöer är större i vissa branscher än i andra. En sådan är bygg- och anläggningsbranschen. En av orsakerna är den växande förekomsten av arbetslivskriminalitet och oseriösa företag, särskilt bland underleverantörerna och i synnerhet där det förekommer långa underleverantörskedjor. Speciellt utsatta är utländska arbetstagare till följd av bristande information om den svenska arbetsmarknadsmodellen (lagar, avtal, rättigheter), språksvårigheter och att de inte sällan hänvisas till de farligaste arbetsuppgifterna såsom ställningsbyggande.
Så kallade atypiska anställningsformer med låg kvalitet har visat sig ha en negativ inverkan på hälsan. Exempel på atypiska sysselsättningar är mycket korta uppdrag förmedlade digitalt ("gigarbete"), att ha flera arbetsgivare samtidigt, att arbeta på en arbetsplats utan kollektivavtal, att vara egenföretagare, att jobba via bemanningsföretag eller att ha en tidsbegränsad anställning. Mer konkret kan det handla om bland annat matbud som får sina uppdrag förmedlade via en app eller tim- och behovsanställda i äldreomsorgen. Med låg kvalitet avses arbeten med låg grad av sysselsättningstrygghet, de som ger en otillräcklig inkomst, har brist på rättigheter och skydd respektive sämre förutsättningar för en god arbetsmiljö genom brist på arbetstagarrepresentation eller avsaknad av kollektivavtal.